# Сэндби, Пол
Пол Сэндби (англ. Paul Sandby; 1731, Ноттингем — 7 ноября 1809, Лондон) — английский художник, один из самых известных живописцев-акварелистов, рисовальщик и гравёр. Вместе со своим старшим братом Томасом в 1768 году был одним из членов-основателей Королевской академии художеств в Лондоне.

## Жизнь и творчество
Пол Сэндби родился в Ноттингеме, крещён в 1731 году, хотя датой его рождения традиционно считается 1725 год. В 1745 году переехал в Лондон, где вслед за своим братом Томасом получил место в отделе военного рисунка (military drawing department) в лондонском Тауэре. После подавления восстания якобитов в 1745 году Сэндби был нанят для помощи в военном обследовании новой дороги к Форт-Джорджу, а также северной и западной частей Хайленда под руководством полковника Дэвида Уотсона. Позднее он был зачислен в штат «рисовальщиков-землемеров» (draughtsman to the survey).
Выполняя поручения «по съёмкам местности», которые включали разработку проектов новых мостов и укреплений, Сэндби начал создавать собственные рисунки и акварельные пейзажи.

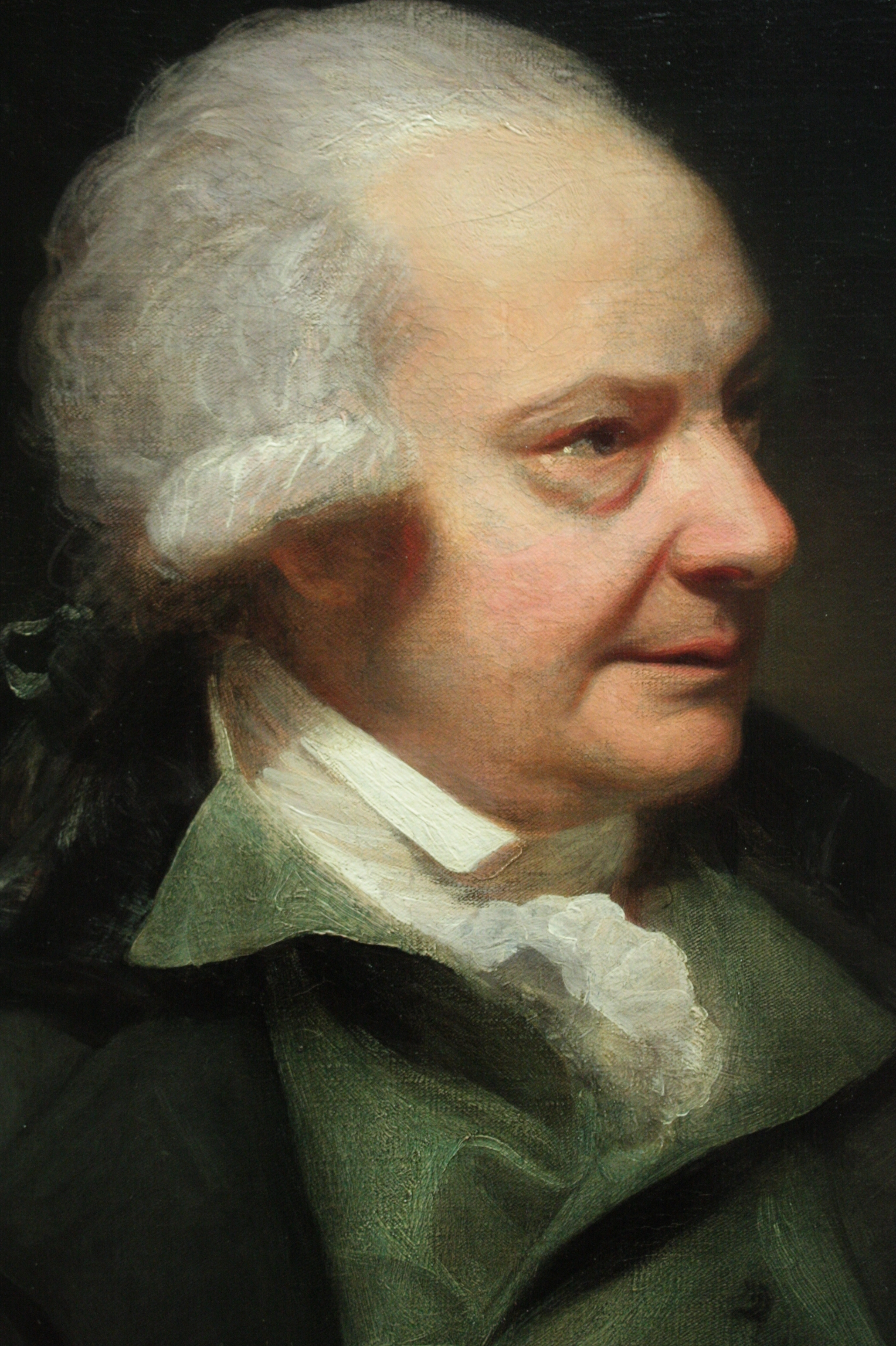
У. Бичи. Портрет П. Сэндби. 1789. Национальная портретная галерея, Лондон

В 1751 году он оставил свою должность, некоторое время помогал своему брату, который был назначен заместителем смотрителя Большого Виндзорского парка (Deputy Ranger of Windsor). Там он выполнил серию рисунков замка, города и его окрестностей, которые были приобретены известным учёным-ботаником, сэром Джозефом Бэнксом. Акварели Сэндби по достоинству оценили коллеги-художники, такие как Томас Гейнсборо: «Если кто-то хотел настоящих видов природы в этой стране», — заявил Гейнсборо в 1764 году, — «нет лучшего художника, чем Сэндби».
По собственным рисункам Пол Сэндби выполнял гравюры, сотни из которых (включая виды Эдинбурга) были опубликованы в 1765 году в сборнике его офортов. В 1760 году он выпустил двенадцать офортов серии «Лондонские слухи» (Тhe Cries of London). Он также много гравировал по рисункам других художников, в том числе своего брата. В 1753—1754 годах он анонимно опубликовал несколько карикатур, высмеивающих Уильяма Хогарта. Время от времени создавал и другие сатирические произведения.
3 мая 1757 года он женился на Анне Стогден, а в 1760 году окончательно поселился в Лондоне. В 1760 году Сэндби участвовал в первой выставке Общества художников (Society of Artists). Он регулярно показывал свои работы на выставках Общества до основания Королевской академии художеств в 1768 году, а восемь лет спустя и стал одним из первых её директоров. В 1768 году он был назначен главным мастером рисования (chief drawing master) Королевской военной академии в Вулидже. При создании Королевской академии художеств в том же году он был одним из 28 членов-основателей, назначенных королём Георгом III. Он часто входил в Совет Академии и участвовал во всех выставках, кроме восьми, проводившихся между 1769 и 1809 годами.
Сэндби совершал путешествия по Великобритании и Ирландии, зарисовывая пейзажи и древние памятники. В 1770 году он путешествовал по Уэльсу, позднее, в 1773 году, совершил поездку по Южному Уэльсу с сэром Джозефом Бэнксом, в результате чего в 1775 году по заказу Бэнкса был создан и опубликован альбом гравюр, часть из них в технике акватинты, с изображением валлийских пейзажей.
Пол Сэндби умер в своем доме в Паддингтоне 7 ноября 1809 года и был похоронен на кладбище Святого Георгия на Ганновер-сквер. В некрологах был назван «отцом современной пейзажной живописи акварелью».
Влияние творчества Пола Сэндби на формирование английского «пейзажного стиля», или стиля пикчуреск, было велико. Именно он познакомил англичан с техникой акватинты и способствовал популярности офорта, но прежде всего Сэндби считают «отцом искусства английской акварели».
Старший брат Пола Томас Сэндби (1721—1798) был известным рисовальщиком, акварелистом, архитектором и педагогом. Сын Пола Сэндби — Томас также стал живописцем.

## Галерея

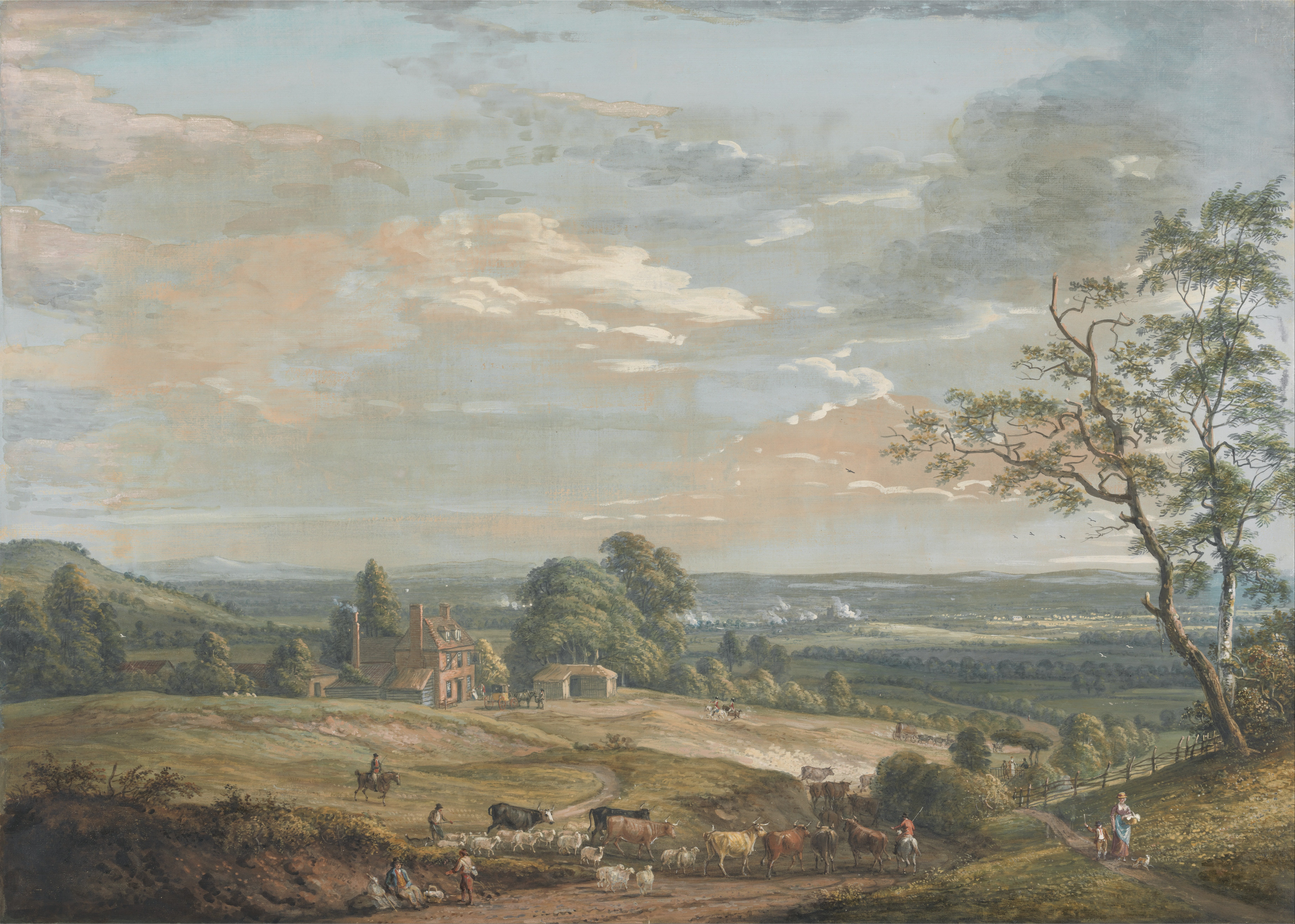
Вид на Мейдстоун вдалеке из Лоуэр Белл Инн, Боксли-Хилл. 1802. Акварель. Йельский центр британского искусства, США
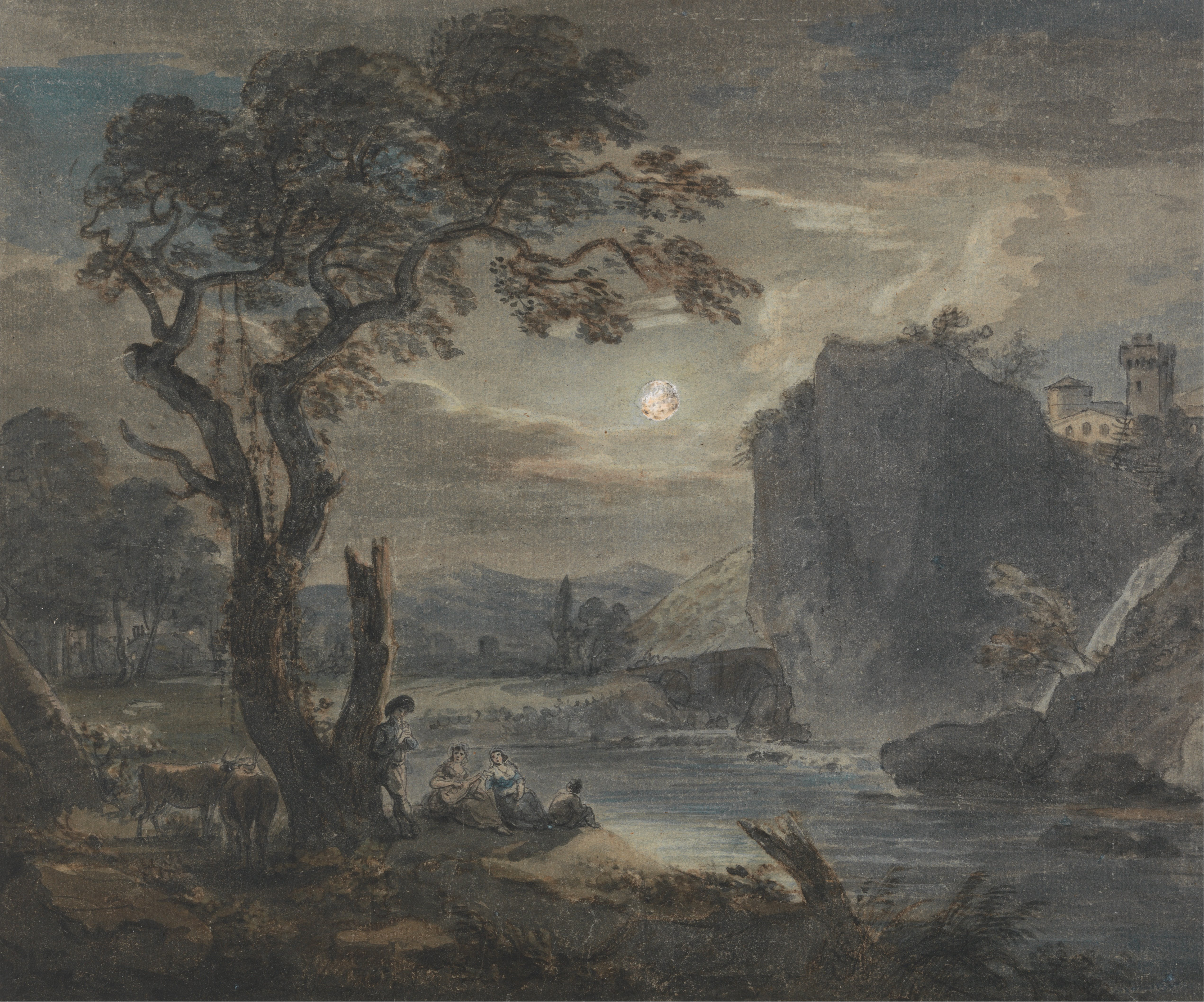
Музыка при лунном свете. 1780-е гг.  Акварель. Йельский центр британского искусства, США
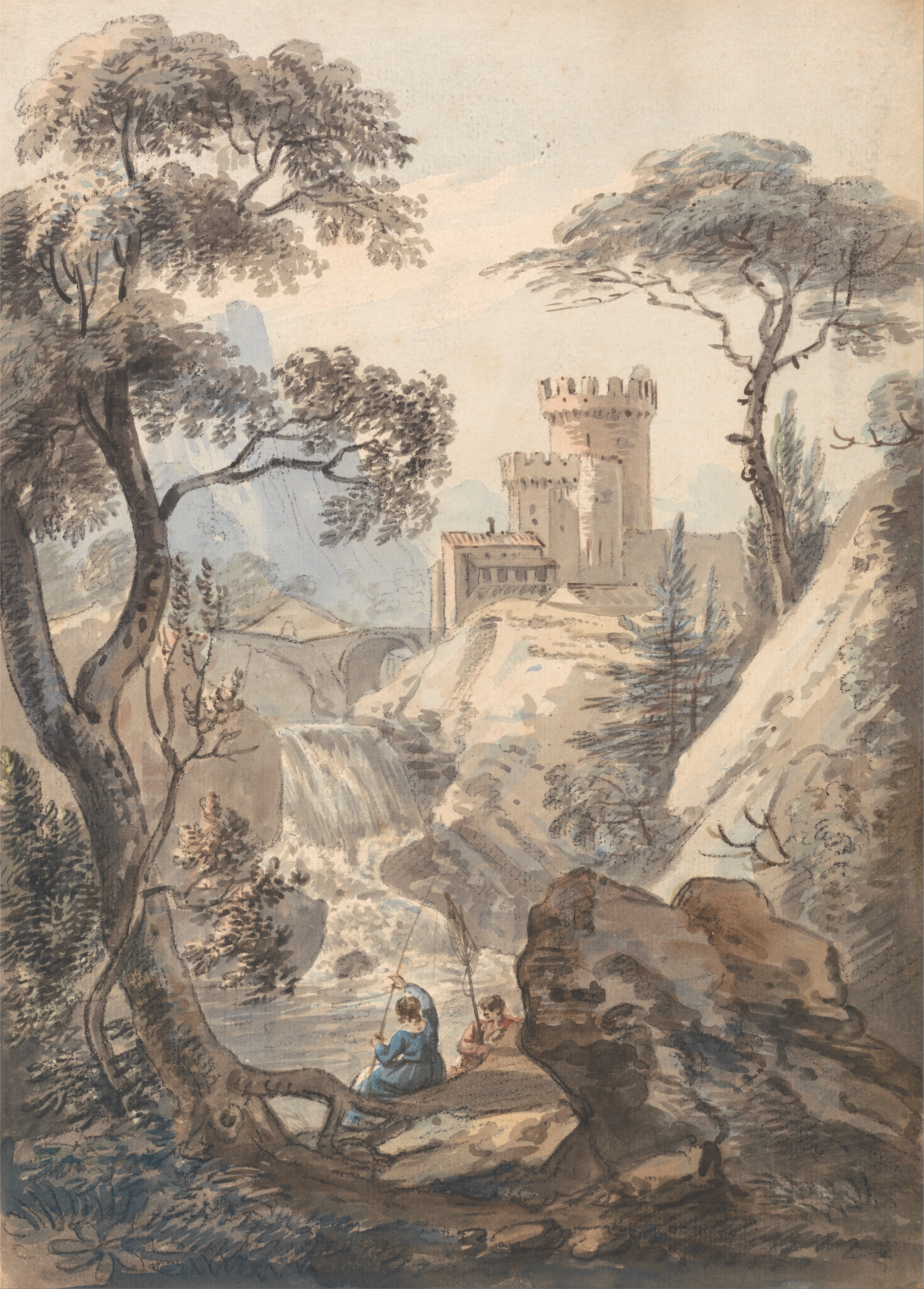
Итальянский пейзаж с замком, каскадом и рыболовами. 1780-е гг. Акварель. Йельский центр британского искусства, США
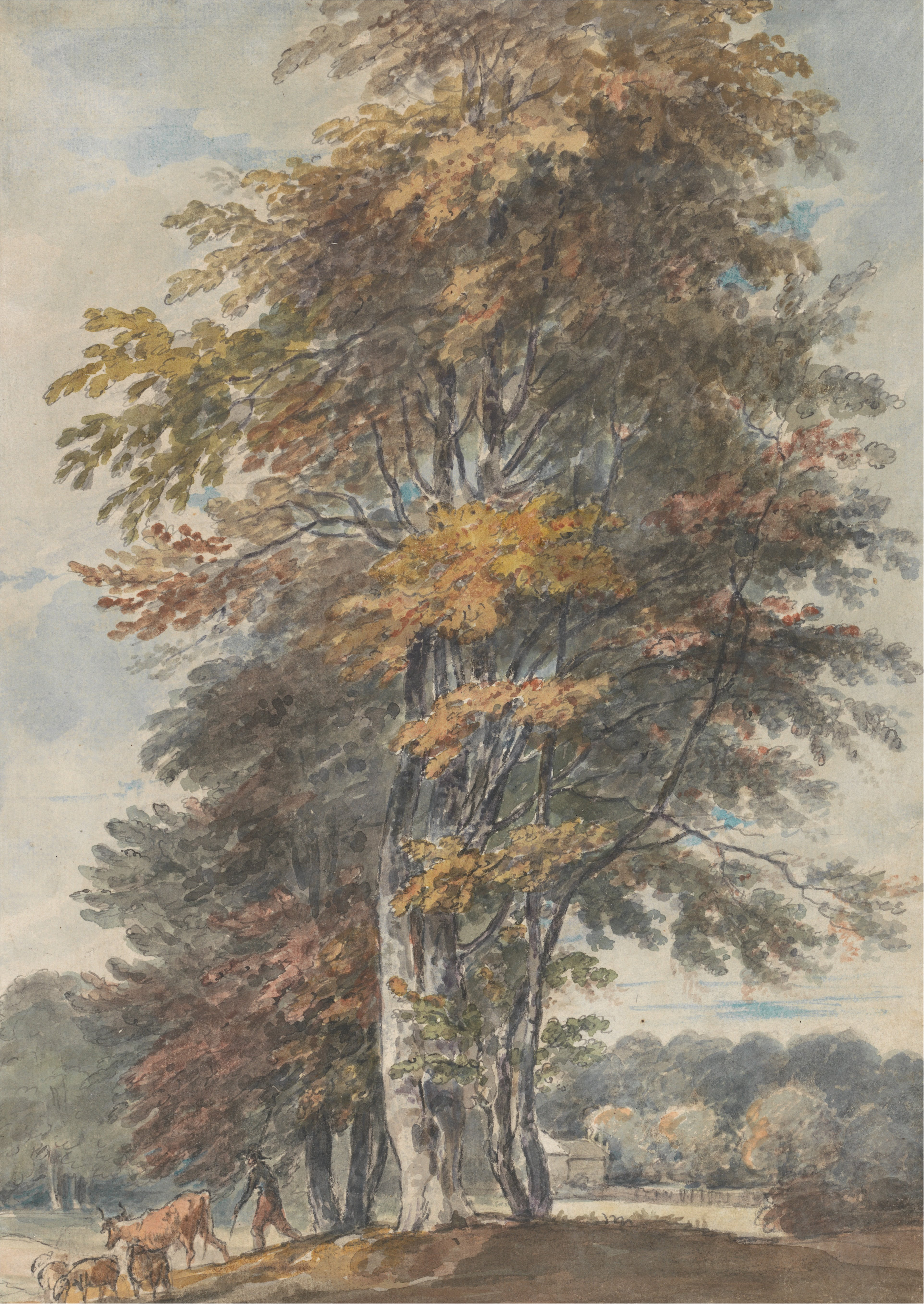
Пейзаж с буками и человеком, ведущим скот и овец. Акварель. Йельский центр британского искусства, США
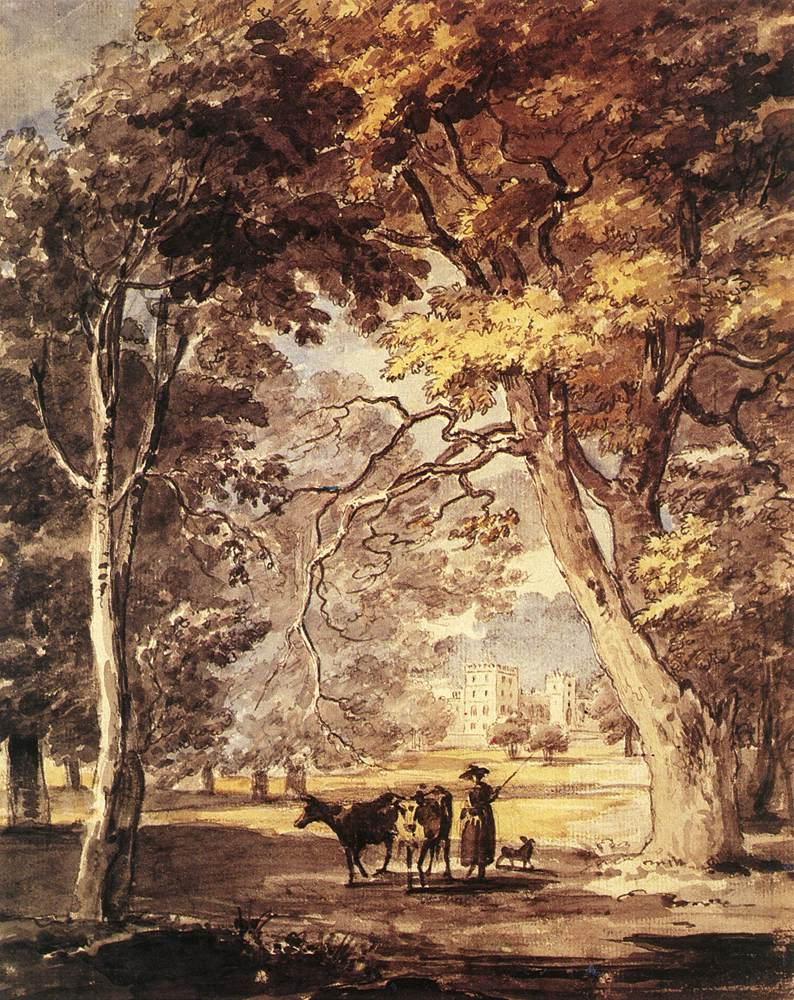
Пастушка в Большом Виндзорском парке. 1760-е гг. Тушь, перо, акварель. Британский музей, Лондон
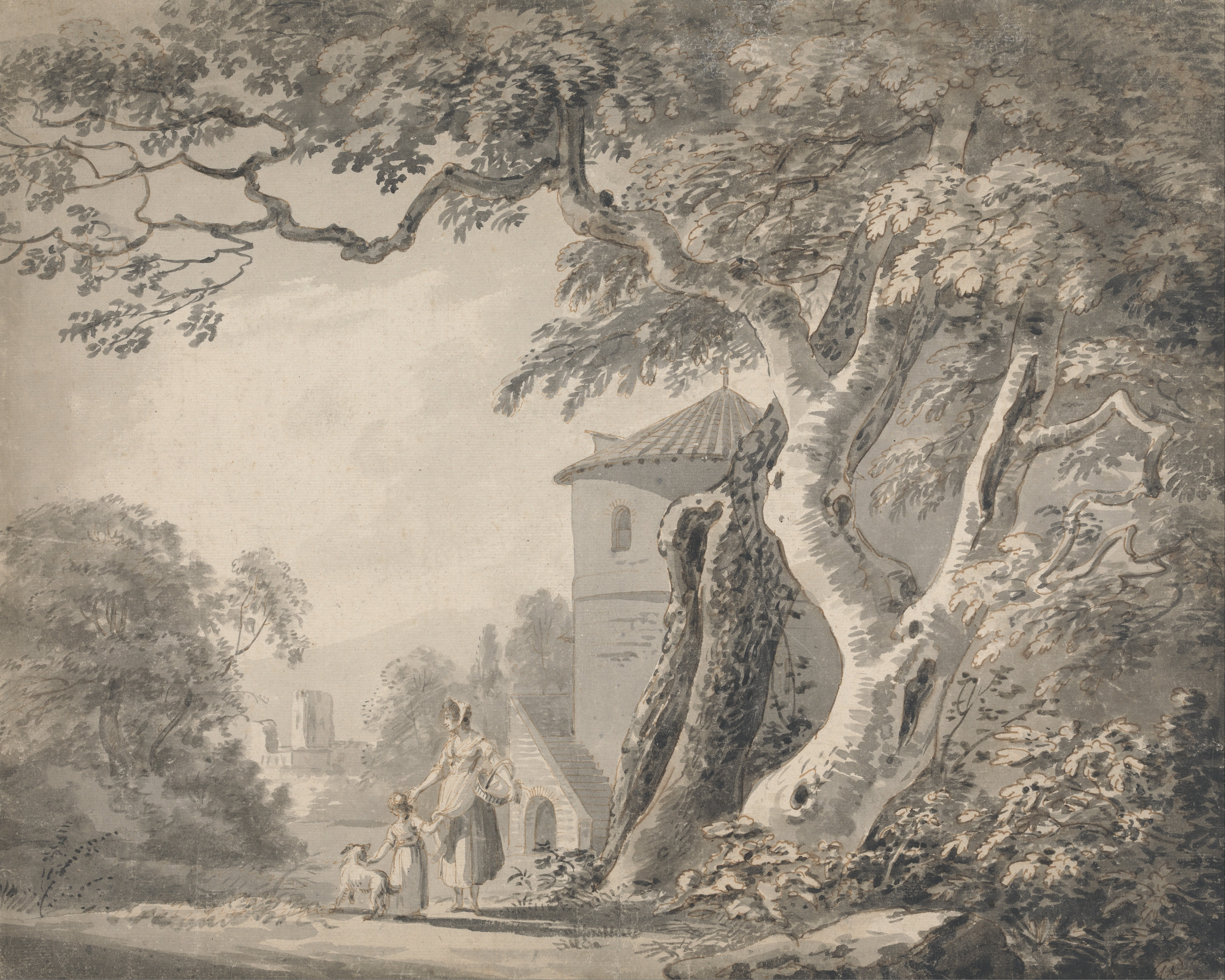
Романтический пейзаж с фигурами и собакой. Тушь, кисть. Йельский центр британского искусства, США